# Sentier de grande randonnée 32
Le sentier de grande randonnée 32 (GR 32) est un sentier de grande randonnée situé en France qui assure une liaison entre la vallée de la Seine et celle de la Loire. Il relie le GR 3 au GR 2.
Ce sentier de grande randonnée emprunte le territoire de trois départements : la Seine-et-Marne et l'Essonne dans la région Île de France et le Loiret dans la région Centre-Val de Loire.

## Géographie
L'extrémité Nord du sentier de grande randonnée 32 se situe à la gare de Ponthierry - Pringy située sur la ligne de Corbeil-Essonnes à Montereau sur le territoire de la commune de Saint-Fargeau-Ponthierry dans le département de la Seine-et-Marne.
Le sentier traverse ensuite, du Nord au Sud, le parc naturel régional du Gâtinais français, en suivant la vallée de l’École, par le château de Courances et Milly-la-Forêt (Essonne).
Il quitte l’Île-de-France, près de Malesherbes pour rejoindre le département du Loiret dans la région Centre-Val de Loire, en se joignant au GR 655-Est et remonter la vallée de l’Essonne pour gagner ensuite Orléans via Pithiviers.